# Rolf M. Aagaard
Rolf. Magdal Aagaard (r. 27. ožujka 1945.) je norveški fotograf. 
Rođen je u Risøru. Radio je godinu dana za Tiden i sedam godina za Fædrelandsvennen te ga je kasnije zaposlio Aftenposten 1970. godine. Nagrađen je nagradom Naversen 1979. Također je održao izložbe te je pisao knjige.